# Louis Artan
Louis Victor Antonio Artan de Saint-Martin (20. dubna 1837 Haag – 24. května 1890 Oostduinkerke) byl nizozemsko-belgický realistický a impresionistický malíř.

## Životopis

### Původ a dětství
Artan pocházel ze šlechtické rodiny s uměleckými sklony. Jeho otec byl důstojníkem a pobočníkem prince Frederika Nizozemského, a rodina žila poblíž Ixelles v Belgii. V roce 1842 přijali jeho rodiče belgické občanství. Ve stejném roce zemřel Louisův otec, a budoucí umělec pak trávil své dětství střídavě v Bruselu a v lázeňském městě Spa.

### Mládí

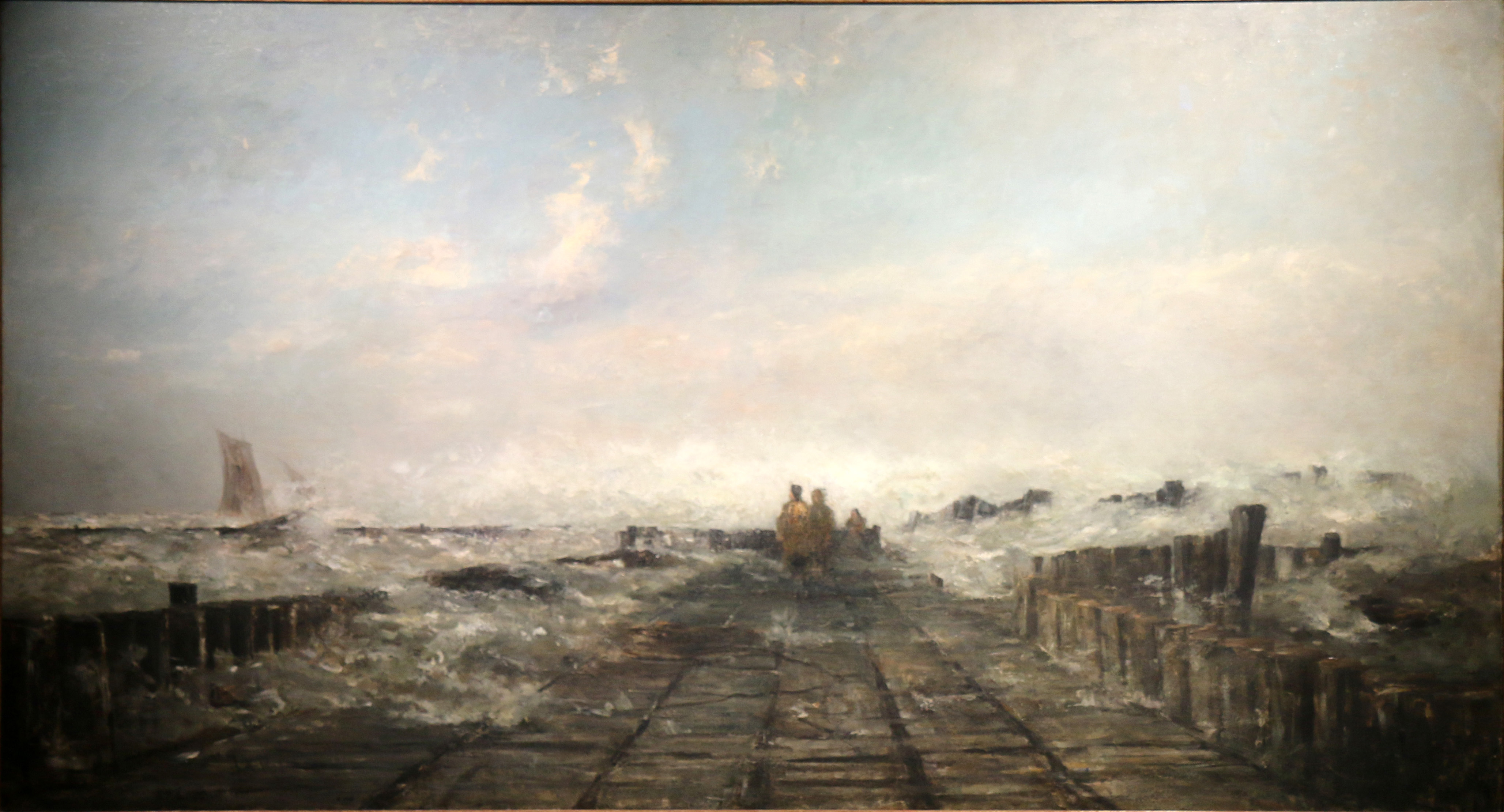
Molo (cca 1869)

Vstoupil do armády, ale ve dvaceti letech z ní odešel; následující roky pak pobýval v Ardenách, kde vytvořil četné skici zdejší krajiny a přírody. Setkal se zde s krajináři Edouardem Delvauxem a Henri- Josephem Marcettem. Zimu roku 1858 strávil v Paříži, kde se seznámil s průkopníky francouzského impresionismu Gustavem Courbetem, Camillem Corotem a francouzským malířem marin Eugènem Boudinem. Z tohoto období pocházejí Artanova díla znázorňující okolí Seiny kolem Fontainebleau a Barbizonu.
V roce 1860 se vrátil do Spa, kde o rok později uzavřel sňatek s Elisabeth Gavageovou. Mladí manželé se usadili v Ixelles, kde se v roce 1863 Artan potkal s Louisem Duboisem, díky němuž se také seznámil s krajinářem Hippolytem Boulengerem, u něhož studoval. Z tohoto období pocházejí různé krajinomalby v realistickém stylu a jemných barvách.
Artan pracoval v Breskensu, Vlissingenu a Terneuzenu, v roce 1864 se ale dostal do finančních potíží a rozhodl se proto stát se profesionálním malířem.

### Zaujetí mořem
Období let 1867/1868 strávil v Bretani a u belgického a francouzského pobřeží Severního moře; během tohoto období se prohloubila jeho záliba v malování mořských krajin. V roce 1868 se stal spoluzakladatelem Société Libre des Beaux-Arts, jejímž cílem bylo bránit moderní malbu před názory uměleckých akademií a salonů. Kromě Artana byli členy Théodore Baron, Charles de Groux, Louis Dubois, Constantin Meunier, E. Smits, C. van Camp, Alfred Verwee a Jean-Baptiste Robie, čestným členem byl Gustave Courbet. Názory společnosti zprostředkovával časopis L'art libre, vycházející do roku 1872. Na popud Féliciena Ropse se Louis Artan v roce 1869 stal také spoluzakladatelem Société Internationale des Aquafortistes.

### Obrat k impresionismu
V letech 1873 až 1874 žil Artan dočasně v Antverpách. Zde se začlenil do kruhu mladých malířů kolem Isidora Meyerse, Jana Stobbaertse, Henriho de Braekeleera a jiných umělců, kteří rovněž nebyli příznivci tradiční akademické malby. Nakonec se definitivně odvrátil od konvenčního akademického umění a jeho mořské krajiny byly stále více ovlivňovány impresionistickým hnutím. 
V roce 1875 sdílel ateliér v Paříži společně s Félicienem Ropsem, současně si také zřídil další pracovnu v Berck-sur-Mer v severní Francii; několik jeho nejvýznamnějších děl pochází právě z tohoto období.
Jeho tvorbu od roku 1880 lze označit za impresionistickou. Artan byl fascinován pomíjivostí svého okolí a ve svých obrazech se stále více zaměřoval na hru světla a stínu.
V roce 1881 byl pasován na rytíře Leopoldova Řádu, o dva roky později byla jeho díla oceněna zlatou medailí na Světové výstavě v Amsterdamu.
Poslední roky svého života strávil v De Panne. Ateliér si zřídil v bývalé celnici a zvěčnil ho na obraze Můj ateliér v La Panne (francouzsky Mon atelier à La Panne). Tento obraz byl pokládán za jedno z jeho nejlepších děl; nacházel se v Muzeu výtvarných umění v Gentu, byl však zničen.
Louis Artan zemřel 24. května 1890 v Oostduinkerke na chřipku a byl zde pohřben.

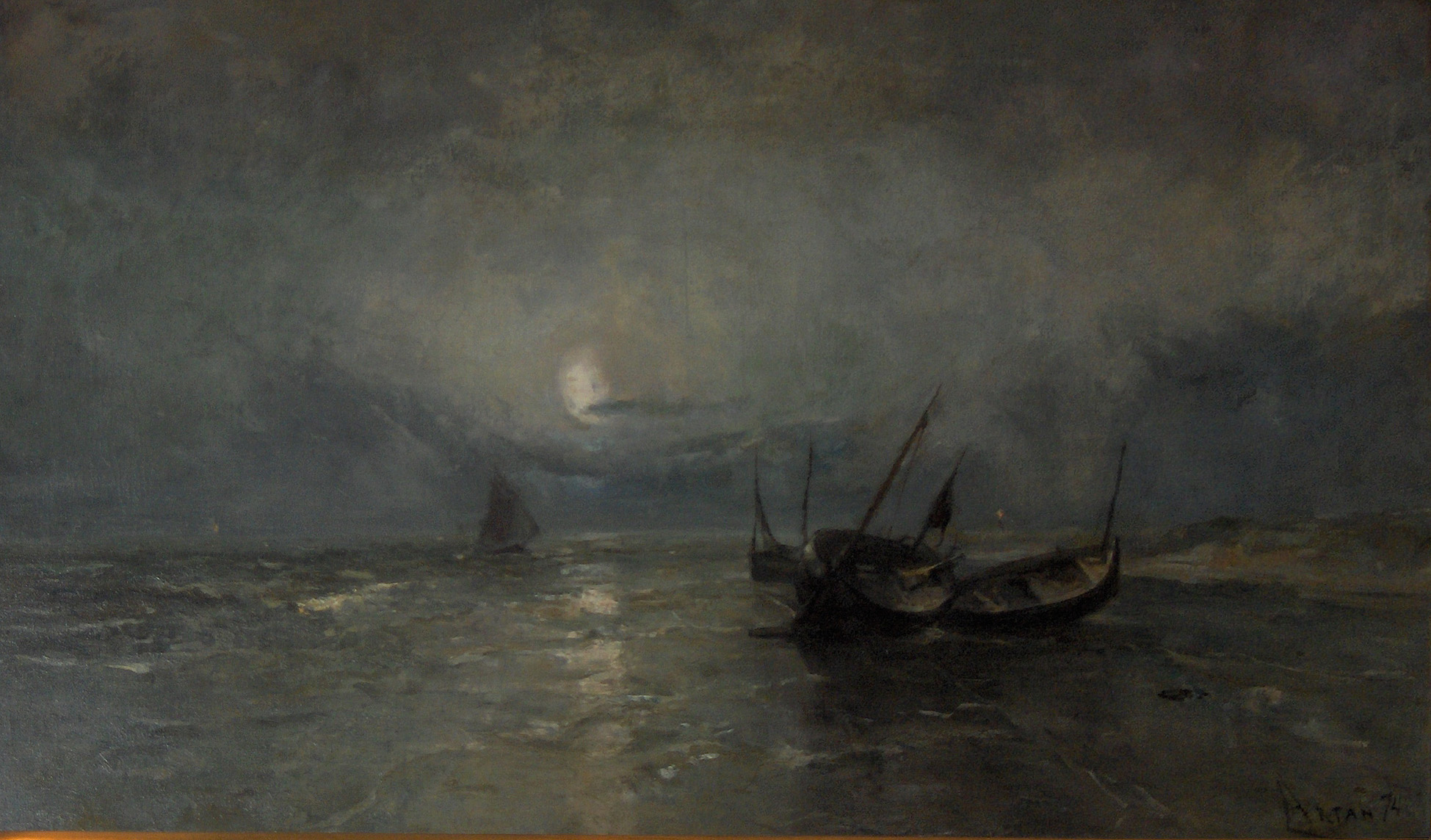
Zakotvená plavidla v noci

## Recepce díla
Louis Artan patřil spolu s Hippolytem Boulengerem a Guillaumem Vogelsem k nejlepším belgickým realistickým krajinářům druhé poloviny 19. století a byl průkopníkem vlámského impresionismu. Spolu s Théodorem Baronem představoval spojnici mezi Tervurenskou, Kalmthoutskou a Dendermondskou školou. Již za svého života byl pokládán za jednoho z nejlepších malířů marin.
Díla Louise Artana lze nalézt například v Musées royaux des Beaux-Arts de Belgique, v gentském Muzeu výtvarných umění či v Musée royal des Beaux-Arts v Antverpách. Většina jeho obrazů se ale nachází v soukromých sbírkách. Jeho díla jsou ceněna zejména v Nizozemsku, Belgii a Anglii.

## Galerie
- Severní moře v Blankenberge (1871)
- Severní moře s loděmi a dunami (před 1890)
- Vrak
- Tři rybářské lodě připlouvající k pláži
- Člun v bouři